# サンデーデラックスショー
『サンデーデラックスショー』は、1970年4月26日から同年5月31日まで日本テレビ系列の日曜21時00分 - 22時26分（JST）に放送された音楽番組である。全4回。
前番組『サンデーナイトショー』同様、ボクシング中継番組『サンデー・ワールド・ボクシング』と平行して放送した。

## 概要
毎回単発形式のトップスターのワンマンショー。司会者・ホステスは置かず、トップスターのほかゲストスターを招き、その魅力を十二分に楽しもうという番組。

## 提供
- 日産自動車
- ニッカウヰスキー

## メインゲスト
1. 勝新太郎
2. 浅丘ルリ子
3. 鶴田浩二
4. いずみたく